# 스미타니 긴지로
스미타니 긴지로(일본어: 炭谷 銀仁朗, 1987년 7월 19일 ~ )는 일본의 프로 야구 선수이며, 현재 퍼시픽 리그인 사이타마 세이부 라이온스의 소속 선수(포수)이다. 교토부 교토시 사쿄구 출신이다.

## 인물

### 프로 입단 전
초등학교 때부터 야구를 시작했는데 당초에는 좌익수였지만 강한 어깨를 가졌다는 높은 평가를 받아 포수로 전향했다. 이후 중학교 3학년 때까지는 투수도 겸임했지만 고교 입학 후 포수로 승부를 걸겠다는 결심을 했다.
고교 시절 통산 홈런은 48개이며 고교 2학년 때 당시 헤이안 고등학교의 절대적 에이스로 1년 선배였던 핫토리 다이스케(니혼 대학 → 히타치 제작소)의 변화구를 잡을 수 없었다는 이유로 한때는 3루수로 보직이 변경되었지만 열심히 노력한 끝에 3학년 때는 다시 포수가 되었다. 3학년 때 열린 하계 교토 대회 준결승전에서는 그 해 고시엔 대회에서 준우승한 교토외대 니시 고등학교에게 2대 3으로 패하면서 고시엔 대회 진출에는 실패했다.
2005년 고교생 드래프트 1순위로 세이부 라이온스에 입단했다.

### 프로 입단 후

#### 2006년
입단 1년째인 2006년에는 스프링 캠프를 통해 두각을 나타내면서 이후의 시범 경기에서는 2개의 홈런과 5할에 가까운 도루 저지율을 남겨 다니시게 모토노부 이래 17년 만이 되는 고졸 신인 포수로서 개막전 엔트리에 오르기도 했다. 데뷔전인 3월 25일 오릭스 버펄로스전에서는 다니모토 미노루 이래 51년 만의 일이자 고졸 신인 포수로서 개막전에 선발 출전, 퍼시픽 리그에서는 이이다 유키오 이래 40년 만이 되는 고졸 신인으로서 개막전에 선발 출전했다. 이 개막전에서는 7회에 중견수 앞에 안타를 날렸지만 고졸 신인이 개막전에서 안타를 때려낸 것은 다쓰나미 가즈요시 이래 양대 리그 분열 이후 역대 4번째였다.
개막 2경기째인 다음날 3월 26일의 경기에서는 당시 19세였던 와쿠이 히데아키와 함께 배터리를 짜면서 첫 승리를 거뒀는데 이것은 1989년 요코하마 다이요 웨일스의 이시이 다다노리 - 다니시게 모토노부가 배터리를 짠 이래 17년 만이 되는 10대 배터리로서의 승리였다. 같은 달 29일 후쿠오카 소프트뱅크 호크스전(기타큐슈 시민 구장)에서는 2회초에 D. J. 카라스코로부터 프로 첫 홈런이 되는 만루 홈런을 날렸다. 고졸 신인이 입단 첫 해에 만루 홈런을 기록한 것은 기요하라 가즈히로가 기록한 이래 20년 만의 일이며 고졸 신인 포수로서는 사상 최초였다. 이 경기에서 6회초에는 2호 홈런도 때려내는 등 마쓰이 히데키 이래가 되는 고졸 신인이 1경기에서 2개 홈런을 때려내는 진기록을 세웠다. 그러나 타율이 1할 6푼에 머물 정도로 극심한 부진에 시달렸고 리드면에 있어서도 과제를 안게돼 5월 이후 호소카와 도루한테 주전 포수 자리를 빼앗기는 등 5월 12일에 1군 등록이 말소되었다. 6월 6일에는 1군에 복귀하면서 같은 날의 경기에서는 선발로 출전하여 선제점을 올리는 등의 활약을 했는데 이날 승리 투수는 ‘10대 콤비’의 와쿠이였으며 이후에는 와쿠이가 선발 등판할 시에만 선발로 출전하는 일이 계속되었다.
시즌 종반에는 호소카와의 부상에 의한 이탈에 의해 다시 선발로 출전하면서 포수 마스크를 착용하는 일이 많았다.

#### 2007년
그 해에 등록명을 자신의 성을 뺀 ‘긴지로’(銀仁朗)로 변경했고 시즌 개막은 2군에서 맞이했지만 3할 2푼 5리의 높은 타율과 수비에서도 안정된 활약을 보여 5월 30일에는 1군에 승격되었다. 당분간은 두 번째 포수로서 다뤄지는 등 출전 기회를 얻지는 못했지만 9월에는 거의 모든 경기에 출전했다. 그러나 시즌 타율은 1할 7푼 4리에 그쳐 안타 개수 2배 이상에 해당되는 삼진을 당했다.

#### 2008년
그 해 46경기에 출전하여 작년보다 늘어난 반면 64타수 절반에 가까울 정도로 삼진을 당하는 등 타격면에 있어서의 슬럼프는 극복되지 않았다. 같은 해 일본 시리즈에서는 대기 포수로서 출전 선수로 등록되었다. 5차전에서는 2회말에 호소카와가 1루 베이스 상에 미끄러져 출루했을 때 오른쪽 어깨가 탈구되는 부상을 입어 교체돼 대주자로서 일본 시리즈에서의 첫 출전을 완수했고 나머지 2경기에서는 모두 선발로 출전했다.

#### 2009년
등번호를 37번에서 2번으로 변경되었는데 이것은 스승으로 존경하는 조지마 겐지와 같은 등번호를 착용하고 싶다는 본인의 희망에 의한 것이었다. 정규 시즌에서는 호소카와의 부상에 의한 장기 이탈도 있어 주전 포수로서 기용돼 개인 최다인 112경기에 출전했다. 팀내 최다인 14개의 희생타를 기록하여 도루 저지율은 리그 2위인 3할 3푼 3리를 기록했다. 과제로 여겨졌던 타격에 대해서도 타율 2할 2푼을 남겨 개인 최고의 성적을 남겼지만 대타를 내보낸 횟수는 46차례로 양대 리그를 통틀어 최다 기록을 세웠다.
시즌 종료 후에는 와쿠이와 함께 최우수 배터리상의 수상자로 선정되었는데 최우수 배터리상 선정 회의에서는 소프트뱅크의 스기우치 도시야 - 다노우에 히데노리 배터리를 추천하자는 평의원도 많아 결선투표에서도 3대 3이라는 의견이 동률을 이뤘지만 마지막에는 선정위원회에서의 사회를 맡았던 나카하타 기요시가 “투수와의 공동 작업인 도루 저지율(.462)을 평가하고 싶다. 젊은 선수인 긴지로의 활약이 앞으로도 기대된다”라는 의견이 결정적인 수단이 되면서 와쿠이 - 긴지로 배터리가 수상하게 되었다.

#### 2010년

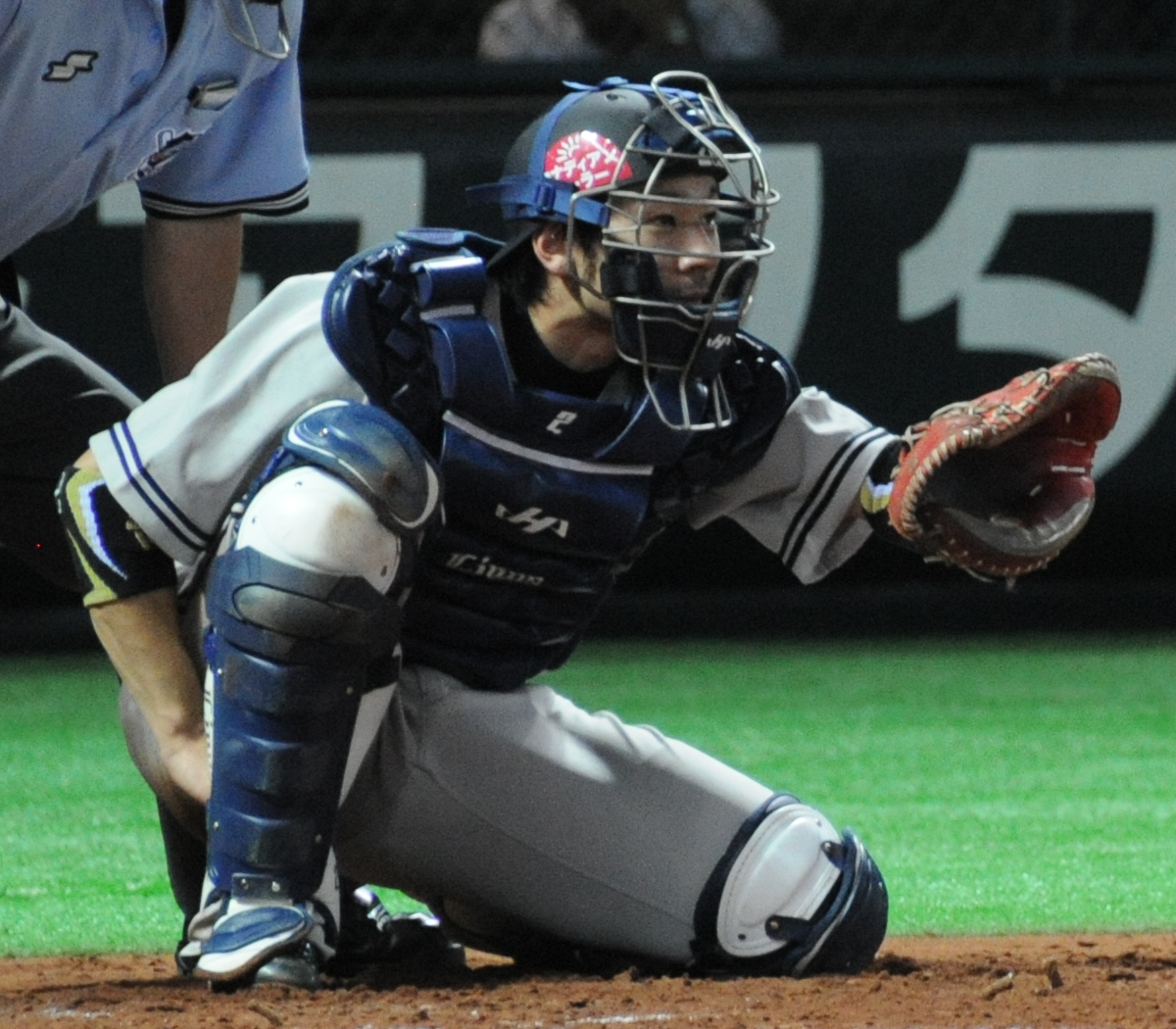
수비를 보고 있는 스미타니(2011년)

3월 7일 시범 경기(대 한신 타이거스)에서 내야 땅볼을 때린 후 1루에 뛰어들었을 때 왼발 부상을 당하면서 경기 도중에 교체되었다. 당초에는 ‘대퇴골의 골좌상’이라는 진단이 있었지만 재검사 결과 ‘왼쪽 무릎 안쪽의 반월판 손상 및 왼쪽 앞 십자인대 파열’이라는 진단을 받았다. 거의 1년을 부상에 시달릴 정도의 암울한 시즌을 보냈지만 자신은 “스스로도 깜짝 놀랄 정도로 빠르다”라고 말해 회복의 기미가 보여지자 9월 29일 1군에 등록, 정규 시즌 최종전과 클라이맥스 시리즈 퍼스트 스테이지 1차전 등에 출전했다.

#### 2011년
작년 시즌 종료 후 호소카와가 FA권을 행사하여 소프트뱅크에 트레이드로 이적했기 때문에 주전 포수 경쟁의 선두 주자로서 기대돼 개막전부터 출전하게 되었다. 그러나 시즌 중에 갑작스런 부상으로 전력에서 이탈하여 주전 선수의 자리를 시즌 도중에 트레이드로 입단한 호시 다카노리에게 빼앗겼지만 개인 최다 기록인 122경기에 출전했다. 12월 6일, 등번호를 27번으로 변경함과 동시에 등록명도 자신의 성인 ‘스미타니’(炭谷)로 변경하게 되었다.

#### 2012년
그 해 주전 포수의 자리를 차지해 시즌 종반에는 왼발을 다치면서 왼발 입방골 골절이라는 진단이 나왔지만 최종전까지 출전을 강행해 개인 최다인 139경기에 출전하였고 자신으로서는 처음으로 골든 글러브상을 수상했다. 정규 시즌에서의 홈런은 없었지만 시즌 종료 후 11월 16일에 열린 쿠바 대표팀과의 월드 베이스볼 클래식 친선 경기에서 선제 홈런을 때려냈다.

## 플레이 스타일
타율이 2할 대에 도달한 것은 2009년과 2011년 시즌이었는데 타격면에서는 과제를 남겼지만 수비에서는 강한 어깨를 무기로 높은 도루 저지율을 기록하고 있다. 또, 우타자의 포수로서는 준족을 갖고 있어 1루 도달은 4.0초를 기록하고 있다.
세이부에서는 프로 1년차의 신인 합동 개인훈련의 일환으로서 세이부엔 경륜장에서의 경륜 트레이닝을 매년 실시하고 있지만 프로 2년차 이후인 2007년과 2011년 두 차례에 걸쳐 참가하였다. 2007년에는 1,000m를 1분 25초대로 주파하여 구단 신기록을 수립했고 2011년에는 1분 24초대를 기록하면서 구단 기록을 경신했다.

## 상세 정보

### 출신 학교
- 헤이안 고등학교

### 선수 경력
- 세이부 라이온스·사이타마 세이부 라이온스(2006년 ~ 2018년)
- 요미우리 자이언츠(2019년 ~ 2021년)
- 도호쿠 라쿠텐 골든이글스(2021년 ~ 2023년)
- 사이타마 세이부 라이온스(2024년 ~ )

국가 대표 경력
- 2013년 월드 베이스볼 클래식 일본 국가대표
- 2015년 WBSC 프리미어 12 일본 국가대표
- 2017년 월드 베이스볼 클래식 일본 국가대표

### 수상·타이틀 경력
- 베스트 나인: 1회(2015년) ※포수 부문
- 골든 글러브상: 2회(2012년, 2015년) ※포수 부문
- 최우수 배터리상: 2회
  - 2009년, ※투수: 와쿠이 히데아키[주 1]
  - 2017년, ※투수: 기쿠치 유세이
- JA 전농 Go·Go상: 1회(최다 도루 저지상: 2012년 7월)

### 개인 기록

#### 첫 기록
- 첫 출장·첫 선발 출장: 2006년 3월 25일, 대 오릭스 버펄로스 1차전(인보이스 세이부 돔), 8번·포수로서 선발 출장
- 첫 타석: 상동, 2회말에 가와고에 히데타카로부터 유격 땅볼 병살타
- 첫 안타: 상동, 7회말에 가와고에 히데타카로부터 중전 안타
- 첫 홈런·첫 타점: 2006년 3월 29일, 대 후쿠오카 소프트뱅크 호크스 2차전(기타큐슈 시민 구장), 2회초에 D. J. 카라스코로부터 좌월 만루 홈런
- 첫 도루: 2009년 7월 16일, 대 도호쿠 라쿠텐 골든이글스 12차전(세이부 돔), 3회말에 2루 안착(투수: 하세베 고헤이, 포수: 나카타니 진)

#### 기록 달성 경력
- 통산 1000경기 출장 : 2016년 8월 16일, 대 후쿠오카 소프트뱅크 호크스 16차전(후쿠오카 야후오쿠! 돔), 9번·포수로 선발 출장 ※역대 481번째[3]
- 통산 200희생타 : 2020년 8월 20일, 대 한신 타이거스 10차전(도쿄 돔), 5회말에 아오야기 고요로부터 투수 앞 희생타 ※역대 43번째[4]
- 통산 1500경기 출장 : 2023년 6월 4일, 대 도쿄 야쿠르트 스왈로스 2차전(메이지 진구 야구장), 9회초에 다쓰미 료스케의 대타로 출장 ※역대 203번째[5]

#### 기타
- 동일 시즌 2개 구단에서의 홈런 : 2021년 ※역대 7번째
- 올스타전 출장: 3회(2011년, 2015년, 2016년)

### 등번호
- 37(2006년 ~ 2008년)
- 2(2009년 ~ 2011년)
- 27(2012년 ~ 2021년 7월 4일, 2024년 ~ )
- 26(2021년 7월 5일 ~ 2023년)
- 9(2017년 WBC)

### 등록명
- 炭谷 銀仁朗(2006년, 2012년 ~ )
- 銀仁朗(2007년 ~ 2011년)

### 연도별 타격 성적
| 연 도       | 소 속       | 경 기 | 타 석 | 타 수 | 득 점 | 안 타 | 2 루 타 | 3 루 타 | 홈 런 | 루 타 | 타 점 | 도 루 | 도 루 자 | 희 생 번 | 희 생 플 | 볼 넷 | 고 4 | 사 구 | 삼 진 | 병 살 타 | 타 율 | 출 루 율 | 장 타 율 | O P S |
| ----------- | ----------- | ----- | ----- | ----- | ----- | ----- | ------- | ------- | ----- | ----- | ----- | ----- | -------- | -------- | -------- | ----- | ---- | ----- | ----- | -------- | ----- | -------- | -------- | ----- |
| 2006년      | 세이부      | 54    | 146   | 138   | 10    | 25    | 4       | 1       | 3     | 40    | 14    | 0     | 0        | 6        | 0        | 2     | 0    | 0     | 33    | 6        | .181  | .193     | .290     | .483  |
| 2007년      | 세이부      | 28    | 50    | 46    | 3     | 8     | 1       | 1       | 1     | 14    | 7     | 0     | 0        | 1        | 1        | 2     | 0    | 0     | 19    | 0        | .174  | .204     | .304     | .508  |
| 2008년      | 세이부      | 46    | 68    | 64    | 5     | 8     | 4       | 0       | 0     | 12    | 5     | 0     | 1        | 1        | 1        | 2     | 0    | 0     | 30    | 0        | .125  | .149     | .188     | .337  |
| 2009년      | 세이부      | 112   | 306   | 273   | 22    | 60    | 15      | 0       | 3     | 84    | 25    | 1     | 0        | 14       | 3        | 15    | 1    | 1     | 75    | 5        | .220  | .260     | .308     | .568  |
| 2010년      | 세이부      | 1     | 1     | 1     | 0     | 0     | 0       | 0       | 0     | 0     | 0     | 0     | 0        | 0        | 0        | 0     | 0    | 0     | 0     | 0        | .000  | .000     | .000     | .000  |
| 2011년      | 세이부      | 122   | 365   | 317   | 20    | 69    | 7       | 1       | 2     | 84    | 22    | 4     | 1        | 33       | 3        | 11    | 0    | 1     | 79    | 6        | .218  | .244     | .265     | .509  |
| 2012년      | 세이부      | 139   | 414   | 360   | 23    | 70    | 12      | 1       | 0     | 84    | 23    | 0     | 2        | 35       | 1        | 17    | 0    | 1     | 74    | 9        | .194  | .232     | .233     | .466  |
| 2013년      | 세이부      | 141   | 468   | 413   | 28    | 89    | 16      | 0       | 5     | 120   | 43    | 1     | 2        | 19       | 2        | 30    | 2    | 4     | 62    | 14       | .215  | .274     | .291     | .564  |
| 2014년      | 세이부      | 125   | 423   | 381   | 31    | 77    | 13      | 1       | 7     | 113   | 36    | 0     | 2        | 20       | 3        | 17    | 0    | 2     | 74    | 10       | .202  | .238     | .297     | .535  |
| 2015년      | 세이부      | 133   | 443   | 399   | 31    | 84    | 16      | 0       | 4     | 112   | 35    | 0     | 0        | 22       | 2        | 16    | 0    | 4     | 87    | 7        | .211  | .247     | .281     | .528  |
| 2016년      | 세이부      | 117   | 326   | 294   | 19    | 64    | 10      | 1       | 1     | 79    | 22    | 0     | 1        | 19       | 0        | 13    | 0    | 0     | 48    | 12       | .218  | .251     | .269     | .520  |
| 2017년      | 세이부      | 104   | 310   | 267   | 32    | 67    | 11      | 0       | 5     | 93    | 30    | 2     | 1        | 23       | 4        | 8     | 0    | 8     | 45    | 6        | .251  | .289     | .348     | .638  |
| 2018년      | 세이부      | 47    | 135   | 129   | 10    | 32    | 8       | 0       | 0     | 40    | 9     | 0     | 0        | 3        | 0        | 2     | 0    | 1     | 30    | 3        | .248  | .265     | .310     | .575  |
| 2019년      | 요미우리    | 58    | 138   | 126   | 17    | 33    | 4       | 0       | 6     | 55    | 26    | 0     | 0        | 2        | 1        | 7     | 1    | 2     | 28    | 4        | .262  | .309     | .437     | .746  |
| 2020년      | 요미우리    | 56    | 114   | 100   | 4     | 18    | 2       | 0       | 1     | 23    | 7     | 0     | 0        | 3        | 1        | 8     | 2    | 2     | 23    | 3        | .180  | .252     | .230     | .482  |
| 2021년      | 요미우리    | 44    | 54    | 48    | 4     | 9     | 0       | 0       | 1     | 12    | 7     | 0     | 0        | 1        | 1        | 4     | 1    | 0     | 17    | 0        | .188  | .245     | .250     | .495  |
| 2021년      | 라쿠텐      | 51    | 124   | 105   | 11    | 23    | 3       | 0       | 3     | 35    | 8     | 0     | 1        | 10       | 1        | 7     | 0    | 1     | 24    | 3        | .219  | .272     | .333     | .605  |
| '21 소계    | 라쿠텐      | 95    | 178   | 153   | 15    | 32    | 3       | 0       | 4     | 47    | 15    | 0     | 1        | 11       | 2        | 11    | 1    | 1     | 41    | 3        | .209  | .264     | .307     | .571  |
| 2022년      | 라쿠텐      | 98    | 288   | 253   | 21    | 60    | 4       | 0       | 4     | 76    | 18    | 0     | 3        | 15       | 0        | 18    | 0    | 2     | 52    | 10       | .237  | .293     | .300     | .593  |
| 2023년      | 라쿠텐      | 65    | 145   | 131   | 9     | 29    | 2       | 0       | 1     | 34    | 10    | 0     | 0        | 6        | 1        | 5     | 0    | 2     | 23    | 2        | .221  | .259     | .260     | .519  |
| 통산 : 18년 | 통산 : 18년 | 1541  | 4318  | 3845  | 300   | 825   | 132     | 6       | 47    | 1110  | 347   | 8     | 14       | 233      | 25       | 184   | 7    | 31    | 823   | 100      | .215  | .255     | .289     | .543  |

- 2023년 시즌 종료 기준.

### WBC에서의 타격 성적
| 연 도 | 대 표 | 경 기 | 타 석 | 타 수 | 득 점 | 안 타 | 2 루 타 | 3 루 타 | 홈 런 | 루 타 | 타 점 | 도 루 | 도 루 자 | 희 생 번 | 희 생 플 | 볼 넷 | 고 4 | 몸 맞 | 삼 진 | 병 살 타 | 타 율 | 출 루 율 | 장 타 율 |
| ----- | ----- | ----- | ----- | ----- | ----- | ----- | ------- | ------- | ----- | ----- | ----- | ----- | -------- | -------- | -------- | ----- | ---- | ----- | ----- | -------- | ----- | -------- | -------- |
| 2013  | 일본  | 3     | 3     | 3     | 0     | 0     | 0       | 0       | 0     | 0     | 0     | 0     | 0        | 0        | 0        | 0     | 0    | 0     | 1     | 0        | .000  | .000     | .000     |
| 2017  | 일본  | 2     | 0     | 0     | 0     | 0     | 0       | 0       | 0     | 0     | 0     | 0     | 0        | 0        | 0        | 0     | 0    | 0     | 0     | 0        | ----  | ----     | ----     |

### WBSC 프리미어 12에서의 타격 성적
| 연 도 | 대 표 | 경 기 | 타 석 | 타 수 | 득 점 | 안 타 | 2 루 타 | 3 루 타 | 홈 런 | 루 타 | 타 점 | 도 루 | 도 루 자 | 희 생 번 | 희 생 플 | 볼 넷 | 고 4 | 몸 맞 | 삼 진 | 병 살 타 | 타 율 | 출 루 율 | 장 타 율 |
| ----- | ----- | ----- | ----- | ----- | ----- | ----- | ------- | ------- | ----- | ----- | ----- | ----- | -------- | -------- | -------- | ----- | ---- | ----- | ----- | -------- | ----- | -------- | -------- |
| 2015  | 일본  | 3     | 9     | 6     | 0     | 1     | 1       | 0       | 0     | 2     | 0     | 0     | 0        | 2        | 0        | 0     | 0    | 1     | 0     | 1        | .167  | .286     | .333     |

### 연도별 수비 성적
| 연도     | 소속     | 포수  | 포수  | 포수  | 포수  | 포수  | 포수     | 포수  | 포수      | 포수      | 포수     | 포수     |
| 연도     | 소속     | 경 기 | 척 살 | 보 살 | 실 책 | 병 살 | 수 비 율 | 포 일 | 도루 시도 | 도루 허용 | 도 루 자 | 저 지 율 |
| -------- | -------- | ----- | ----- | ----- | ----- | ----- | -------- | ----- | --------- | --------- | -------- | -------- |
| 2006     | 세이부   | 54    | 277   | 27    | 2     | 3     | .993     | 7     | 35        | 25        | 10       | .286     |
| 2007     | 세이부   | 27    | 88    | 8     | 0     | 4     | 1.000    | 0     | 12        | 7         | 5        | .417     |
| 2008     | 세이부   | 44    | 121   | 17    | 0     | 2     | 1.000    | 1     | 16        | 10        | 6        | .375     |
| 2009     | 세이부   | 112   | 697   | 71    | 5     | 12    | .994     | 7     | 81        | 54        | 27       | .333     |
| 2010     | 세이부   | 1     | 5     | 0     | 0     | 0     | 1.000    | 0     | 0         | 0         | 0        | -        |
| 2011     | 세이부   | 122   | 679   | 69    | 9     | 10    | .988     | 6     | 84        | 60        | 24       | .286     |
| 2012     | 세이부   | 138   | 734   | 90    | 3     | 15    | .996     | 5     | 101       | 59        | 42       | .416     |
| 2013     | 세이부   | 140   | 907   | 69    | 7     | 6     | .993     | 5     | 61        | 46        | 15       | .246     |
| 2014     | 세이부   | 125   | 734   | 88    | 6     | 14    | .993     | 6     | 99        | 55        | 44       | .444     |
| 2015     | 세이부   | 133   | 792   | 78    | 3     | 13    | .997     | 5     | 83        | 53        | 30       | .361     |
| 2016     | 세이부   | 117   | 645   | 71    | 6     | 8     | .992     | 4     | 82        | 56        | 26       | .317     |
| 2017     | 세이부   | 104   | 604   | 78    | 2     | 7     | .997     | 6     | 49        | 33        | 16       | .327     |
| 2018     | 세이부   | 47    | 266   | 40    | 3     | 1     | .990     | 1     | 32        | 27        | 5        | .156     |
| 2019     | 요미우리 | 58    | 310   | 25    | 0     | 3     | 1.000    | 4     | 32        | 24        | 8        | .250     |
| 2020     | 요미우리 | 53    | 263   | 22    | 2     | 0     | .993     | 0     | 16        | 11        | 5        | .313     |
| 2021     | 요미우리 | 43    | 134   | 12    | 0     | 0     | 1.000    | 1     | 13        | 12        | 1        | .077     |
| 2021     | 라쿠텐   | 51    | 263   | 29    | 1     | 1     | .997     | 0     | 25        | 22        | 3        | .120     |
| '21 소계 | 라쿠텐   | 94    | 397   | 41    | 1     | 1     | .998     | 1     | 38        | 34        | 4        | .105     |
| 2022     | 라쿠텐   | 96    | 582   | 74    | 1     | 7     | .9984    | 2     | 56        | 37        | 19       | .339     |
| 2023     | 라쿠텐   | 59    | 255   | 28    | 0     | 1     | 1.000    | 2     |           |           |          |          |
| 통산     | 통산     | 1524  | 8356  | 896   | 50    | 107   | .995     | 62    |           |           |          |          |

- 2023년 시즌 종료 기준[주 2]
- 굵은 글씨는 시즌 최고 성적.
- 연도에서 굵은 글씨는 골든 글러브상 수상 연도.

### 주해
1. ↑  포수로서는 21세 나이의 수상 기록이자 배터리 평균 연령 21.5세의 기록은 모두 최연소 기록이다. 최연소 포수의 종래 기록은 1999년의 조지마 겐지(22세)였고 최연소 배터리의 종래 기록은 1995년의 히라이 마사후미(19세)와 나카지마 사토시(26세)의 평균 연령 22.5세였다. 연령은 모두 그 해 개막 시점에서의 연령이다.
2. ↑  2021년과 2022년의 도루 시도, 도루 허용, 도루자, 저지율에 대해서는 참고 문헌 참조

### 출전
1. ↑  “楽天 - 契約更改 - プロ野球”. 닛칸 스포츠. 2022년 11월 28일에 확인함.
2. ↑  그 이전에는 자신의 본명이 전광판에는 ‘스미타니’(炭谷)로 표기돼 있었다.
3. ↑  “西武　炭谷　1000試合出場　プロ11年目で達成”. 《스포츠 닛폰》. 2016년 8월 16일. 2023년 6월 4일에 확인함.
4. ↑  “巨人炭谷銀仁朗が通算200犠打達成　史上43人目”. 《닛칸 스포츠》. 2020년 8월 20일. 2023년 6월 4일에 확인함.
5. ↑  “【楽天】炭谷銀仁朗、通算1500試合出場達成「自分の中ではまだ通過点だと思っています」”. 《닛칸 스포츠》. 2023년 6월 4일. 2023년 6월 4일에 확인함.
6. ↑  “日本代表個人成績”. 일본 야구 기구. 2017년 6월 1일에 확인함.

## 참고 문헌
- 베이스볼 매거진사, 편집. (2021). 《ベースボール・レコード・ブック》 [베이스볼 레코드 북]. 2022日本プロ野球記録年鑑. 베이스볼 매거진사. ISBN 978-4-583-11429-3. 52페이지 참조.
- 베이스볼 매거진사, 편집. (2022). 《ベースボール・レコード・ブック》 [베이스볼 레코드 북]. 2023日本プロ野球記録年鑑. 베이스볼 매거진사. ISBN 978-4-583-11546-7. 52페이지 참조.